# Zonosaurus quadrilineatus
Zonosaurus quadrilineatus es una especie de lagarto del género Zonosaurus, familia Gerrhosauridae. Fue descrita científicamente por Grandidier en 1867.
Habita en Madagascar. Puede medir hasta 20 centímetros.

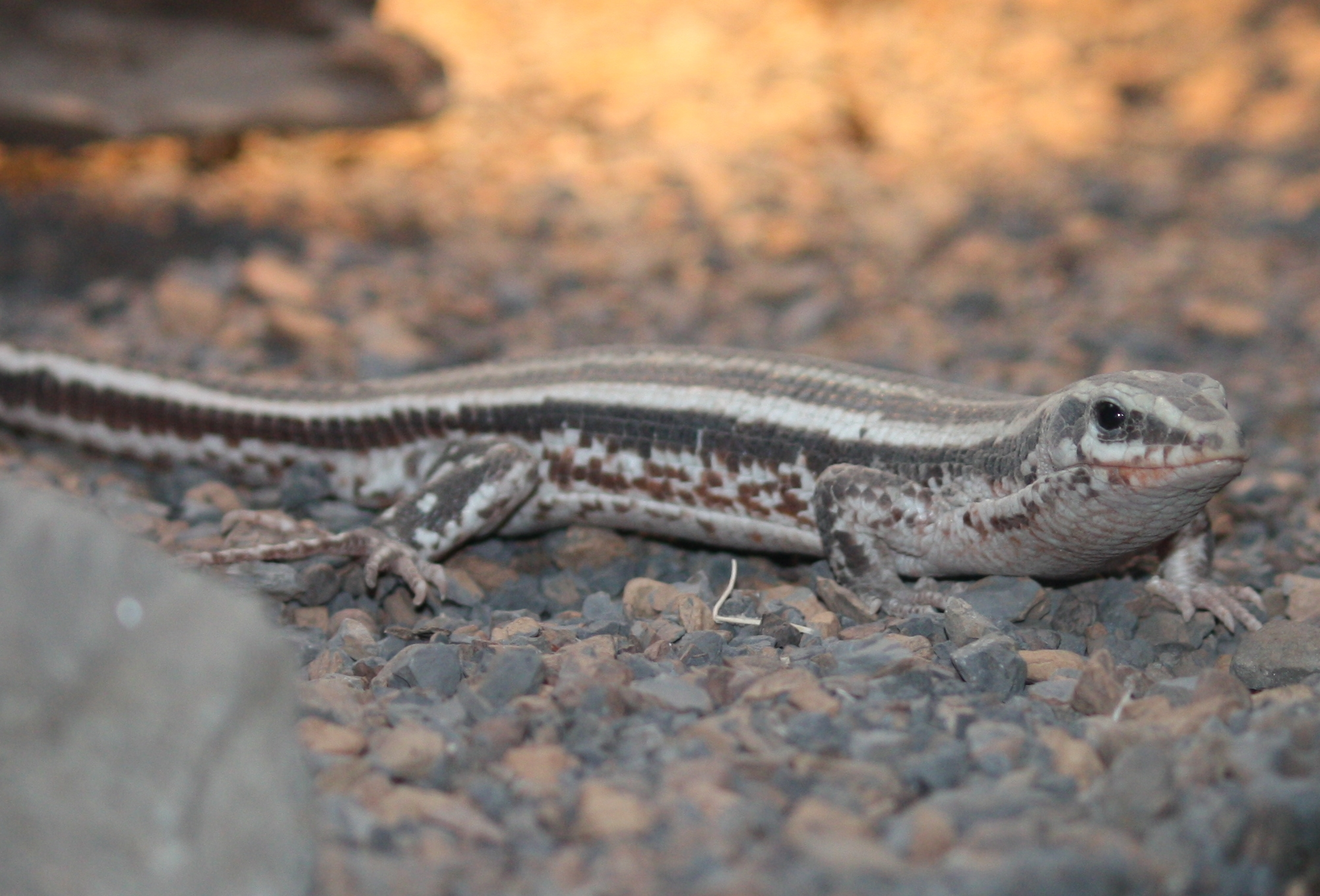
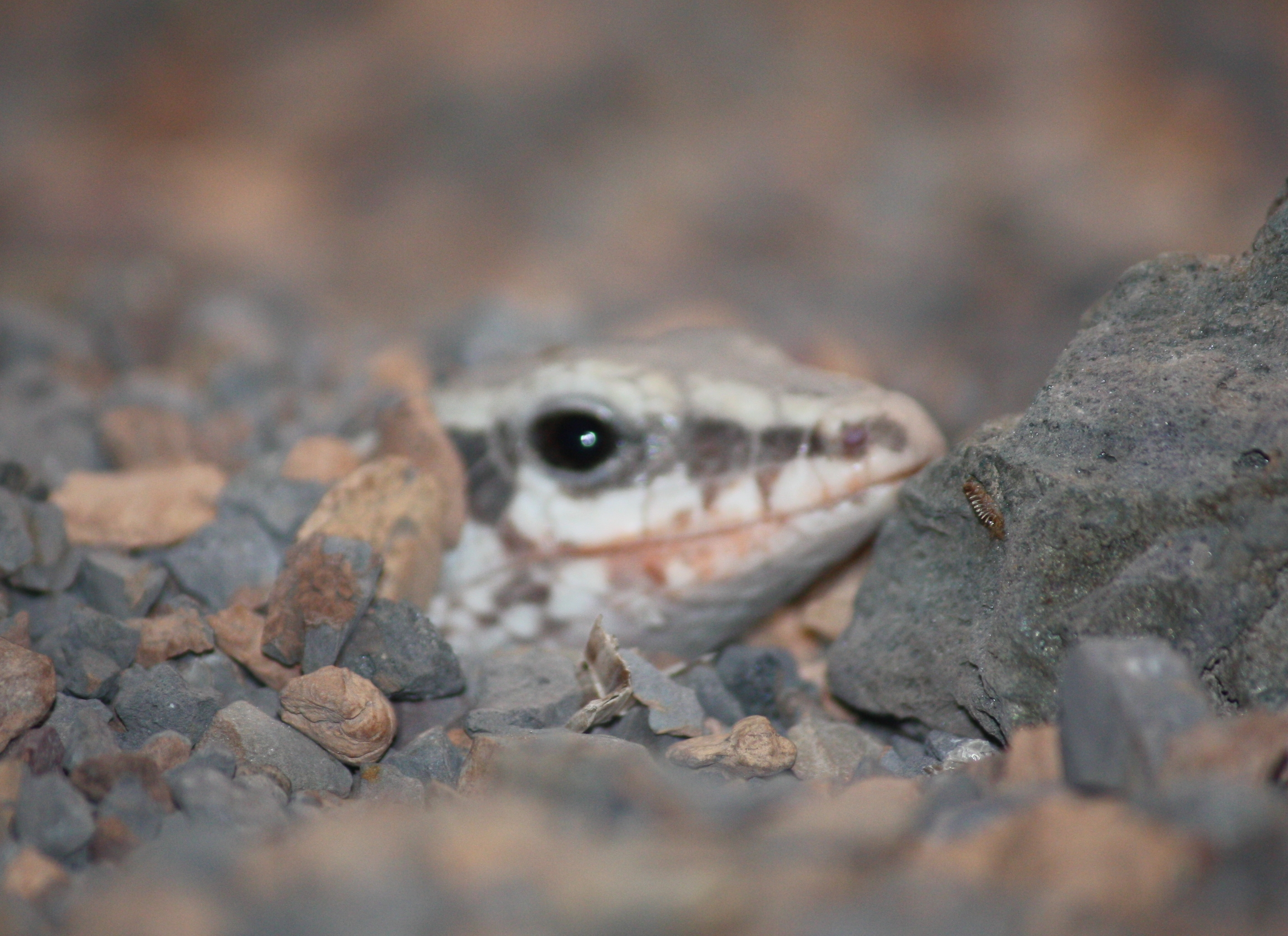
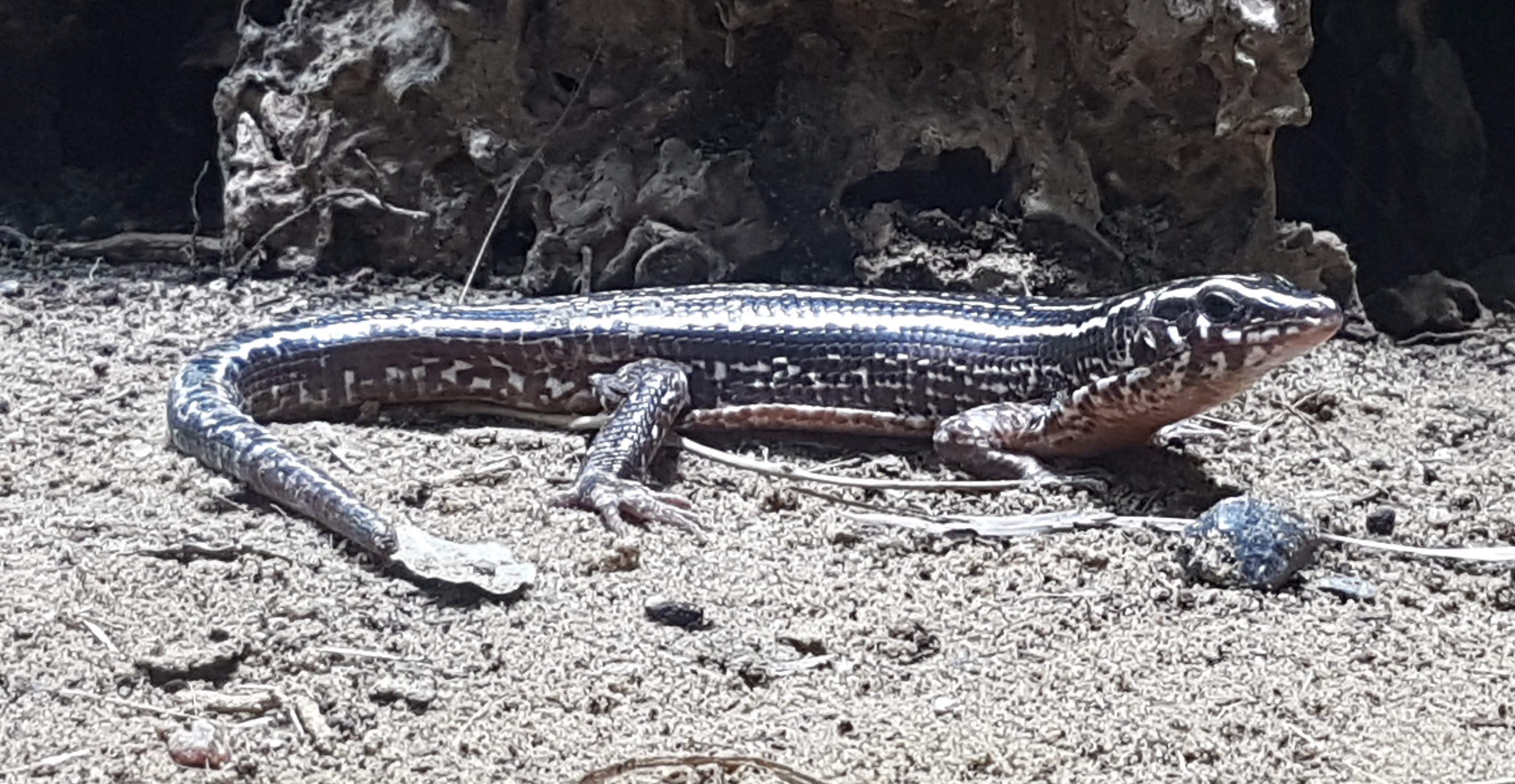